# Gustavo Savoia
Gustavo Humberto Savoia Gallo (Reconquista, Argentina, 21 de agosto de 1984) es un futbolista argentino. Se retiró en 2016 en Racing Club.

## Clubes
| Club                        | País      | Año       |
| --------------------------- | --------- | --------- |
| Colón                       | Argentina | 2003-2004 |
| Universitario               | Perú      | 2004      |
| Gimnasia y Esgrima La Plata | Argentina | 2005      |
| Olimpo                      | Argentina | 2005-2006 |
| Deportes Tolima             | Colombia  | 2007      |
| Olmedo                      | Ecuador   | 2007      |
| Cobreloa                    | Chile     | 2008      |
| Ponte Preta                 | Brasil    | 2009      |
| Córdoba CF                  | España    | 2009-2010 |
| Atlético Baleares           | España    | 2010-2011 |
| Deportes Concepción         | Chile     | 2011      |
| XV de Piracicaba            | Brasil    | 2012      |
| Fortaleza                   | Brasil    | 2012      |
| Mitre (SdE)                 | Argentina | 2013-2014 |
| XV de Piracicaba            | Brasil    | 2014      |

- Datos: Q5621505